# Giải vô địch bóng đá nữ U-17 thế giới 2021
Giải vô địch bóng đá nữ U-17 thế giới 2020, sau đó bị hoãn lại và đổi tên thành Giải vô địch bóng đá nữ U-17 thế giới 2021 trước khi bị hủy bỏ, ban đầu sẽ là giải đấu lần thứ 7 của Giải vô địch bóng đá nữ U-17 thế giới, giải vô địch bóng đá trẻ quốc tế hai năm một lần dành cho nữ có sự tham gia của các đội tuyển U-17 quốc gia của các liên đoàn thành viên thuộc FIFA, kể từ lần đàu tiên vào năm 2008.
Giải đấu ban đầu được lên lịch tổ chức tại Ấn Độ từ ngày 2 đến ngày 21 tháng 11 năm 2020. Tuy nhiên, do ảnh hưởng của đại dịch COVID-19, FIFA đã thông báo vào ngày 3 tháng 4 năm 2020 rằng giải đấu sẽ bị hoãn và lên lịch lại. Vào ngày 12 tháng 5 năm 2020, FIFA thông báo rằng giải đấu sẽ được tổ chức từ ngày 17 tháng 2 đến ngày 7 tháng 3 năm 2021, tùy thuộc vào việc theo dõi thêm.
Vào ngày 17 tháng 11 năm 2020, FIFA thông báo rằng mùa giải năm 2020 sẽ bị hủy bỏ. Thay vào đó, Ấn Độ được chỉ định là nước chủ nhà của mùa giải tiếp theo vào năm 2022.
Tây Ban Nha là đương kim vô địch kể từ chức vô địch đầu tiên vào năm 2018.

## Lựa chọn chủ nhà
Vào ngày 25 tháng 7 năm 2018, FIFA thông báo rằng quá trình đấu thầu đã bắt đầu cho Giải vô địch bóng đá nữ U-20 thế giới 2020 và Giải vô địch bóng đá nữ U-17 thế giới 2020. Một liên đoàn thành viên đã có thể đấu thầu cho cả hai giải đấu, với điều kiện là sẽ chỉ định hai nước chủ nhà khác nhau. Các liên đoàn sau đây đã tuyên bố quan tâm đến việc tổ chức sự kiện này trước thời hạn là ngày 12 tháng 9 năm 2018:
- Pháp
- Ấn Độ

Ấn Độ được Hội đồng FIFA chỉ định là nước chủ nhà tại cuộc họp ở Miami vào ngày 15 tháng 3 năm 2019.

## Các đội vượt qua vòng loại
Tổng cộng có 16 đội đủ điều kiện tham dự vòng chung kết. Ngoài Ấn Độ, đội sẽ tự động đủ điều kiện là chủ nhà, 15 đội khác sẽ đủ điều kiện từ sáu giải đấu châu lục riêng biệt.
| Liên đoàn                                     | Giải đấu loại | Đội tuyển         | Số lần tham dự (được dự kiến) | Tham dự lần cuối | Thành tích tốt nhất  |
| --------------------------------------------- | --- | ----------------- | ----------------------------- | ---------------- | -------------------- |
| AFC (châu Á) (Chủ nhà + 2 đội)                | Chủ nhà | Ấn Độ             | 1                             | Không có         | Lần đầu              |
| AFC (châu Á) (Chủ nhà + 2 đội)                | Giải vô địch bóng đá U-16 châu Á 2019                                                                            | Nhật Bản          | 7                             | 2018             | Vô địch (2014)       |
| AFC (châu Á) (Chủ nhà + 2 đội)                | Giải vô địch bóng đá U-16 châu Á 2019                                                                            | CHDCND Triều Tiên | 7                             | 2018             | Vô địch (2008, 2016) |
| CAF (châu Phi) (3 đội)                        | Vòng loại Giải vô địch bóng đá nữ U-17 thế giới 2020 khu vực châu Phi                                            | N/A               |                               |                  |                      |
| CAF (châu Phi) (3 đội)                        | Vòng loại Giải vô địch bóng đá nữ U-17 thế giới 2020 khu vực châu Phi                                            | N/A               |                               |                  |                      |
| CAF (châu Phi) (3 đội)                        | Vòng loại Giải vô địch bóng đá nữ U-17 thế giới 2020 khu vực châu Phi                                            | N/A               |                               |                  |                      |
| CONCACAF (Bắc, Trung Mỹ và Caribbean) (3 đội) | Giải vô địch bóng đá U-17 CONCACAF 2020                                                                          | N/A               |                               |                  |                      |
| CONCACAF (Bắc, Trung Mỹ và Caribbean) (3 đội) | Giải vô địch bóng đá U-17 CONCACAF 2020                                                                          | N/A               |                               |                  |                      |
| CONCACAF (Bắc, Trung Mỹ và Caribbean) (3 đội) | Giải vô địch bóng đá U-17 CONCACAF 2020                                                                          | N/A               |                               |                  |                      |
| CONMEBOL (Nam Mỹ) (3 đội)                     | Giải vô địch bóng đá U-17 Nam Mỹ 2020                                                                            | N/A               |                               |                  |                      |
| CONMEBOL (Nam Mỹ) (3 đội)                     | Giải vô địch bóng đá U-17 Nam Mỹ 2020                                                                            | N/A               |                               |                  |                      |
| CONMEBOL (Nam Mỹ) (3 đội)                     | Giải vô địch bóng đá U-17 Nam Mỹ 2020                                                                            | N/A               |                               |                  |                      |
| OFC (châu Đại Dương) (1 đội)                  | Giải vô địch bóng đá U-17 châu Đại Dương 2020 (bị hủy bỏ do ảnh hưởng của đại dịch COVID-19; được đề cử bởi OFC) | New Zealand       | 7                             | 2018             | Hạng ba (2018)       |
| UEFA (châu Âu) (3 đội)                        | Giải vô địch bóng đá U-17 châu Âu 2020 (bị hủy bỏ do ảnh hưởng của đại dịch COVID-19; được đề cử bởi UEFA)       | Anh               | 3                             | 2016             | Hạng tư (2008)       |
| UEFA (châu Âu) (3 đội)                        | Giải vô địch bóng đá U-17 châu Âu 2020 (bị hủy bỏ do ảnh hưởng của đại dịch COVID-19; được đề cử bởi UEFA)       | Đức               | 7                             | 2018             | Hạng ba (2008)       |
| UEFA (châu Âu) (3 đội)                        | Giải vô địch bóng đá U-17 châu Âu 2020 (bị hủy bỏ do ảnh hưởng của đại dịch COVID-19; được đề cử bởi UEFA)       | Tây Ban Nha       | 5                             | 2018             | Vô địch (2018)       |

## Địa điểm
Vào ngày 27 tháng 8, Sân vận động Kalinga ở thành phố Bhubaneswar đã được cấp phép tạm thời là địa điểm đầu tiên cho Giải vô địch bóng đá nữ U-17 thế giới 2020. Vào tháng 11 năm 2019, ủy ban tổ chức địa phương của FIFA sau khi kiểm tra lần thứ hai đối với Sân vận động Salt Lake ở Kolkata, Sân vận động điền kinh Indira Gandhi ở Guwahati và Sân vận động Kalinga ở Bhubaneswar, đã bày tỏ sự hài lòng của họ với công tác chuẩn bị cơ sở hạ tầng và các cơ sở đào tạo làm địa điểm tạm thời cho giải đấu. Vào ngày 22 tháng 12 năm 2019, ủy ban tổ chức đã công bố Sân vận động The Arena tại Ahmedabad là địa điểm tạm thời cho giải đấu. Vào ngày 18 tháng 2 năm 2020, lịch thi đấu và tất cả năm địa điểm đã được hoàn thiện và công bố cùng với lịch trình chính thức. Ahmedabad, Bhubaneswar, Guwahati và Kolkata sẽ tổ chức các trận đấu vòng bảng, trong khi các trận đấu vòng đấu loại trực tiếp sẽ được tổ chức tại bốn thành phố ngoại trừ Guwahati. Trận đấu đầu tiên dự kiến sẽ được tổ chức tại Guwahati và trận chung kết tại Navi Mumbai.
| Bhubaneswar                                                                                      | Kolkata                                      | Guwahati                                      | Ahmedabad                                   | Navi Mumbai                                 |
| Sân vận động Kalinga                                                                             | Sân vận động Salt Lake                       | Sân vận động điền kinh Indira Gandhi          | Sân vận động The Arena                      | Sân vận động DY Patil                       |
| ------------------------------------------------------------------------------------------------ | -------------------------------------------- | --------------------------------------------- | ------------------------------------------- | ------------------------------------------- |
| 20°17′27,3″B 85°49′29″Đ / 20,28333°B 85,82472°Đ                                                  | 22°34′8″B 88°24′33″Đ / 22,56889°B 88,40917°Đ | 26°06′56″B 91°45′37″Đ / 26,11556°B 91,76028°Đ | 23°00′39,7″B 72°35′56,8″Đ / 23°B 72,58333°Đ | 19°2′31″B 73°1′36″Đ / 19,04194°B 73,02667°Đ |
| Sức chứa: 15,000                                                                                 | Sức chứa: 85,000                             | Sức chứa: 23,850                              | Sức chứa: 25,000                            | Sức chứa: 55,000                            |
|                                                                                                  |                                              |                                               |                                             |                                             |
| BhubaneswarKolkataGuwahatiAhmedabadNavi MumbaiGiải vô địch bóng đá nữ U-17 thế giới 2021 (Ấn Độ) |                                              |                                               |                                             |                                             |

## Biểu trưng và khẩu hiệu
Biểu trưng chính thức được công bố vào ngày 2 tháng 11 năm 2019, tại Cổng Ấn Độ mang tính biểu tượng ở Mumbai để đánh dấu một năm. Thiết kế thể hiện sự kết hợp của các yếu tố từ thiên nhiên và văn hóa, văn minh Ấn Độ. Biểu tượng được thiết kế với màu sắc tươi sáng để kết hợp nền văn hóa sôi động của Ấn Độ. Một làn sóng màu xanh lam tươi sáng dâng lên từ phần đế và vươn lên dọc theo hình dạng của chiếc cúp hướng tới vương miện tạo thành hình dạng của họa tiết Paisley hoặc Boteh thường được sử dụng trong khăn choàng và thảm Pashmina Kashmir. Trong họa tiết Boteh, khung một quả bóng làm từ hoa cúc tâm tư, tượng trưng cho sự tăng trưởng và phát triển, và được sử dụng trong hầu hết các nghi lễ, lễ hội và lễ kỷ niệm ở Ấn Độ. Màu sắc và thiết kế của cánh hoa cúc vạn thọ được lấy từ hàng dệt Bandhani, một kỹ thuật nhuộm tie-dye của Ấn Độ có từ nền văn minh Thung lũng Indus. Thiết kế của thân cây bắt nguồn từ tranh Warli truyền thống cùng với các sắc thái tươi sáng có trong hàng dệt Bandhani, được nhấn nhá bằng các biểu tượng sống động của sự thống nhất và lễ kỷ niệm, tượng trưng cho thiên nhiên và các nguồn tài nguyên.
Vào ngày 18 tháng 2 năm 2020, FIFA cùng với Ban tổ chức địa phương (LOC) của giải đấu đã công bố khẩu hiệu chính thức của giải đấu. Khẩu hiệu chính thức của Giải vô địch bóng đá nữ U-17 thế giới 2020 là "Kick Off The Dream". Giám đốc của Ban tổ chức địa phương cho biết khẩu hiệu này thể hiện hy vọng "khởi động sự phát triển của bóng đá nữ" tại Ấn Độ và bao gồm tất cả mọi người "để hiện thực hóa giấc mơ này".